# Хоульмберт Фридьоунссон
Хоульмберт Арон Брием Фридьоунссон (исл. Hólmbert Aron Briem Friðjónsson; родился 19 апреля 1993 года, Рейкьявик, Исландия) — исландский футболист, нападающий. Выступал за сборную Исландии.

## Клубная карьера
Хоульмберт Фридьоунссон является воспитанником «Коупавогюра». За клуб дебютировал в матче против «Арканеса». Свой первый гол забил в ворота «Акюрейри». В матче против «Ньярдвика» оформил хет-трик. Всего за «Коупавогюр» Фридьоунссон сыграл 29 матчей, где забил 7 мячей.
В 2011 году Хоульмберт Фридьоунссон перешёл в клуб «Фрам». За клуб дебютировал в матче против «Викингура». Свой первый гол за «Фрам» забил в ворота «Брейдаблик». В 2013 году вместе с командой выиграл кубок Исландии. Всего за «Фрам» Фридьоунссон сыграл 52 матча, где забил 15 мячей.
В 2013 году Фридьоунссон перешёл в «Селтик». В 2014 году отправился в аренду «Брондбю». За клуб дебютировал в матче против «Раннерс». Свой единственный гол в лиге за «Брондбю» Фридьоунссон забил в ворота «Эсбьерга». Всего за клуб Фридьоунссон сыграл 14 матчей, где забил два гола.
В 2015 году перешёл в «Рейкьявик». За клуб дебютировал в матче против «Викингура». Всего за клуб сыграл 36 матчей, где забил 12 голов и выиграл Кубок исландской лиги.
1 августа 2016 года Хоульмберт Фридьоунссон перешёл в «Стьярнан» на правах аренды, а 21 февраля 2017 года перешёл на постоянной основе. За клуб дебютировал в матче против «Викингура». Всего за клуб сыграл 37 матчей, где забил 14 мячей.
16 января 2018 года Фридьоунссон перешёл в «Олесунн». За клуб дебютировал в матче против «Согндала». В матче против «Флорё» забил первые два гола за «Олесунн». Всего за клуб Фридьоунссон сыграл 76 матчей, где забил 38 мячей.
5 октября 2020 года перешёл в «Брешиа». Через три дня сломал лодыжку и пропустил первую часть сезона. За клуб дебютировал в матче против Пизы. Всего за «Брешиа» сыграл 9 матчей, где получил 2 жёлтых карточки.
1 июля 2021 года перешёл в «Хольштайн». За клуб дебютировал в матче против «Санкт-Паули» 31 августа получил травму колена и пропустил 5 матчей. Свой первый гол за клуб забил в ворота «Айнтрахт (Брауншвейг)».
6 февраля 2022 года был отдан в аренду в «Лиллестрём». За клуб дебютировал в матче против «Хам-Кам». Свой первый гол забил в ворота «Молде» на 98-й минуте. В матче против футбольного клуба «СИК» оформил хет-трик. Всего за клуб сыграл 36 матчей, где забил 13 мячей.

## Карьера в сборной
Играл за Исландию до 17, до 19 и до 21 года. За сборную Исландии дебютировал в матче против Канады. Через три для в матче против всё той же Канады забил свой первый гол.

## Достижения
- Обладатель Кубка Исландии по футболу: 2013
- Обладатель Кубка исландской лиги: 2016